# Seawolf Park
Le Seawolf Park est un mémorial dédié à l'USS Seawolf (SS-197), un sous-marin de la classe Sargo de l'United States Navy coulé par erreur par les forces de la marine américaine en 1944 pendant la Seconde Guerre mondiale. Il est situé sur Pelican Island, juste au nord de Galveston, au Texas.

## Description
Ce musée maritime, appelé également Galveston Naval Museum est unique en ce qu'il possède un sous-marin, les restes d'un navire de commerce et un destroyer d'escorte conçu pour mener une guerre anti-sous-marine, le tout dans une zone de musée.
Deux navires de l'US Navy, inscrits au registre national des lieux historiques du Texas :
- le sous-marin de classe Gato : l'USS Cavalla (SS-244)[1],
- le destroyer d'escorte de classe Edsall : l'USS Stewart (DE-238)[2],

On peut aussi y observer :
- les restes du pétrolier de la Première Guerre mondiale : le SS Selma, le plus grand navire en béton construit (visible au nord-ouest de la jetée de pêche du parc[3],
- la tourelle du sous-marin de classe Balao : l'USS Carp (SS-338) (en) [4]
- le kiosque du sous-marin nucléaire d'attaque de classe Sturgeon : l'USS Tautog (SSN-639)[5].

À l'échelle menant au pont de l'USS Stewart se trouvent deux hélices de navire en bronze de cinquante-six pouces. Chacun pèse plus d'une tonne et était propulsé par 2 moteurs diesel. Ceux-ci ont été retirés du navire afin qu'ils puissent être vus par les visiteurs.
Derrière les hélices se trouvent des canons de 3 pouces de calibre 50 offerts par l'USS Texas. Le Stewart avait trois autres de ces canons à bord.
Le parc dispose d'une aire de pique-nique et la pêche est autorisée sur la jetée pour une somme modique. Il y a aussi un accès piéton au rivage de chaque côté du parc où les pêcheurs peuvent pêcher gratuitement.

## Galerie

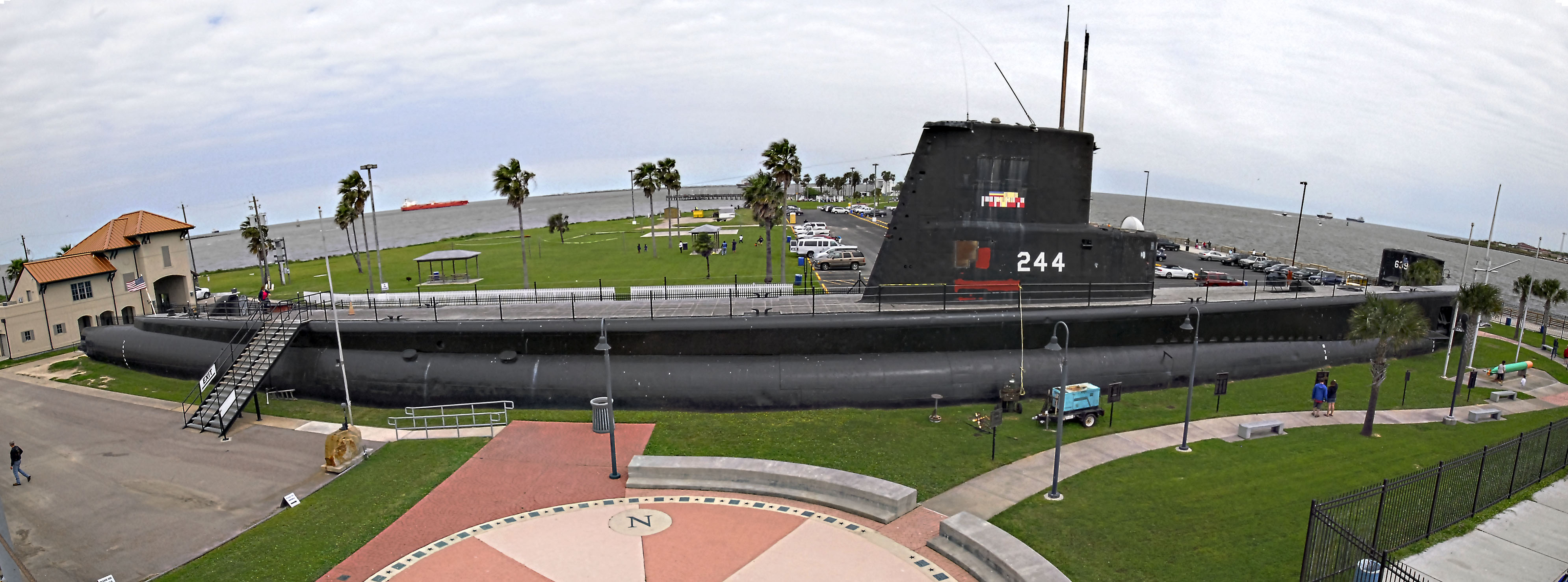
USS Cavalla
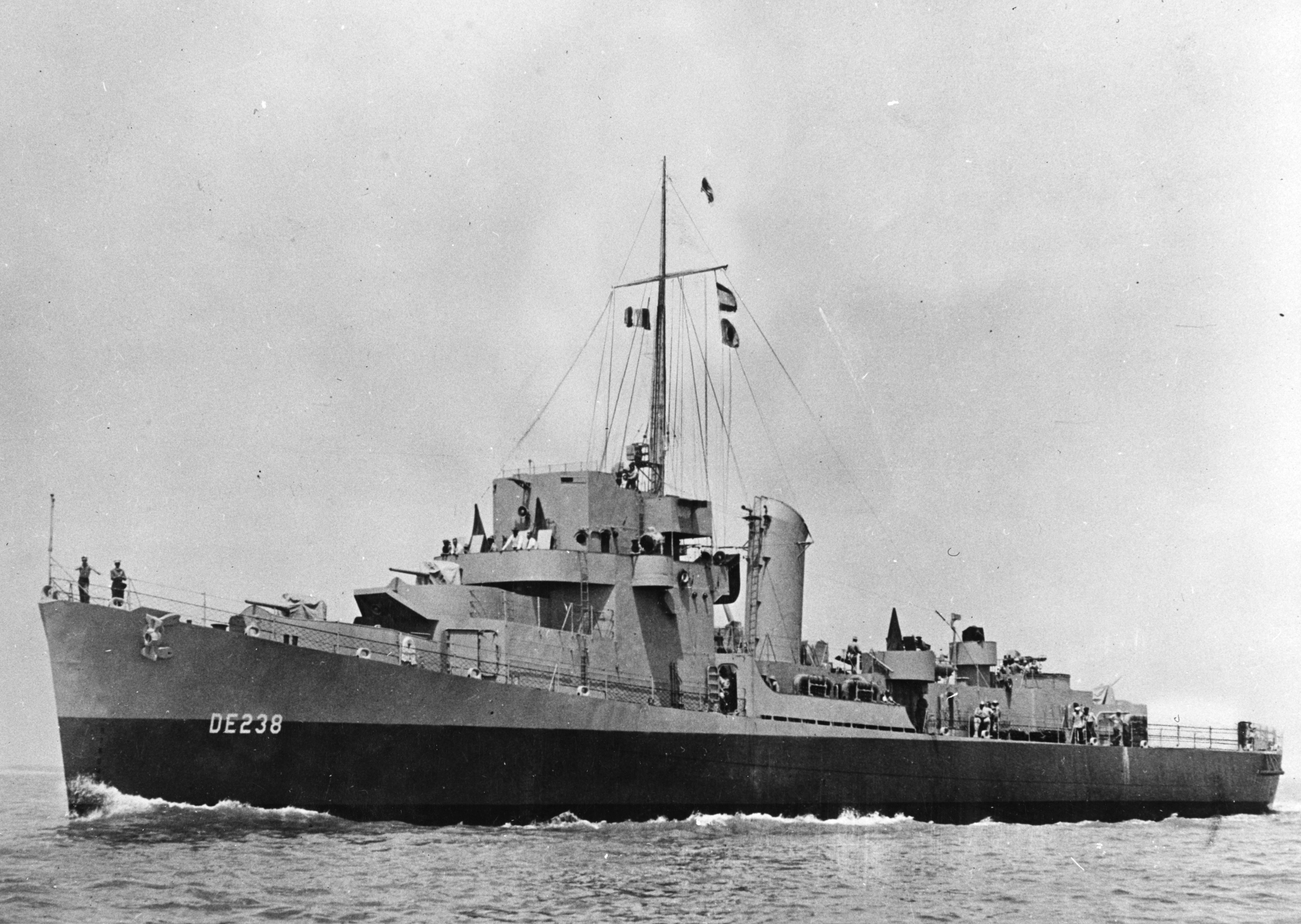
USS Stewart en 1943
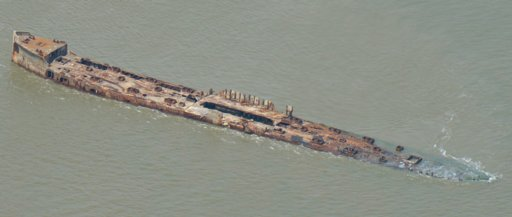
Épave du SS Selma
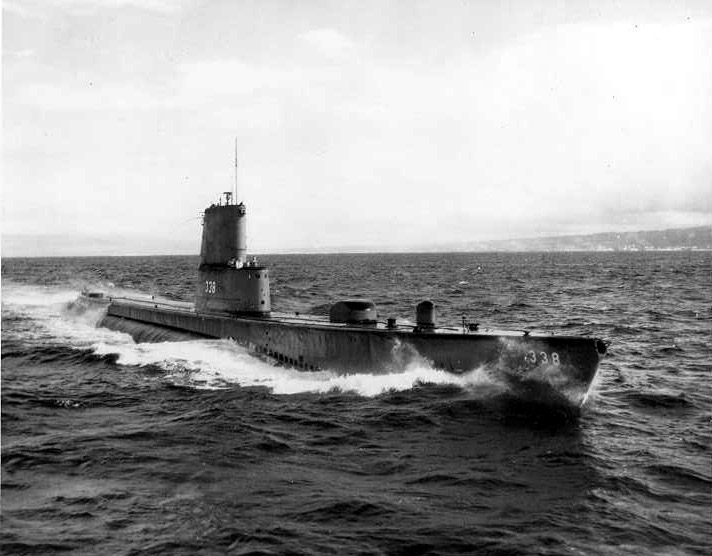
USS Carp
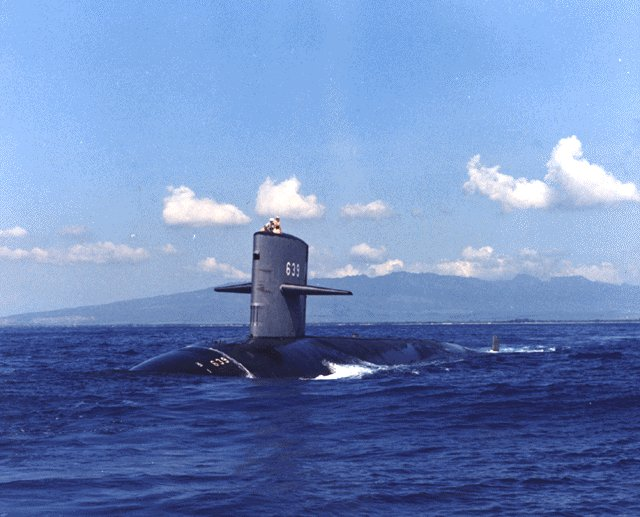
USS Tautog